# Бобозода, Шавкат
Шавкат Бобозода (при рождении: Бобоев Шавкат Бобораҷабович; 3 июня 1962, Пенджикент) — государственный служащий, министр промышленности  и новых технологий Республики Таджикистан (2013—2019).
Директор агентства по экспорту при правительстве республики Таджикистан с 2019 г.

## Биография
Шавкат Бобозода родился 3 июня 1962 года в городе Пенджикент. В 1985 году окончил Таджикский политехнический университет по специальности «инженер-механик, технологи», в 2003 году окончил Академию государственной службы при Президенте Российской Федерации.
Трудовую деятельность начал рабочим на текстильной фабрике в г. Худжанде, а в 1985 году, после окончания института, работал инженером на текстильной фабрике в г. Худжанде, инженером механического отдела Министерства местной промышленности, начальником механического и энергетического факультета в Худжанде.
С 1999 по 2004 год работал директором центра занятости населения в г. Чкаловске (Бустон), начальником управления труда и социальных вопросов Согдийской области, а с 2004 по 2012 год занимал должность заместителя председателя Согдийской области, председателя г. Бустон.
С января 2012 года работал заведующим отделом промышленности и энергетики Исполнительного аппарата Президента Республики Таджикистан.
Награжден юбилейной медалью 20-летия Независимости Республики Таджикистан.
С 2013 по 2019 занимал должность министра промышленности и новых технологий Республики Таджикистан.
С 2019 по 2022 года занимал должность директора агентства по экспорту при Правительстве Республики Таджикистан. 
Женат, имеет троих детей.